# 緑町 (東京都府中市)

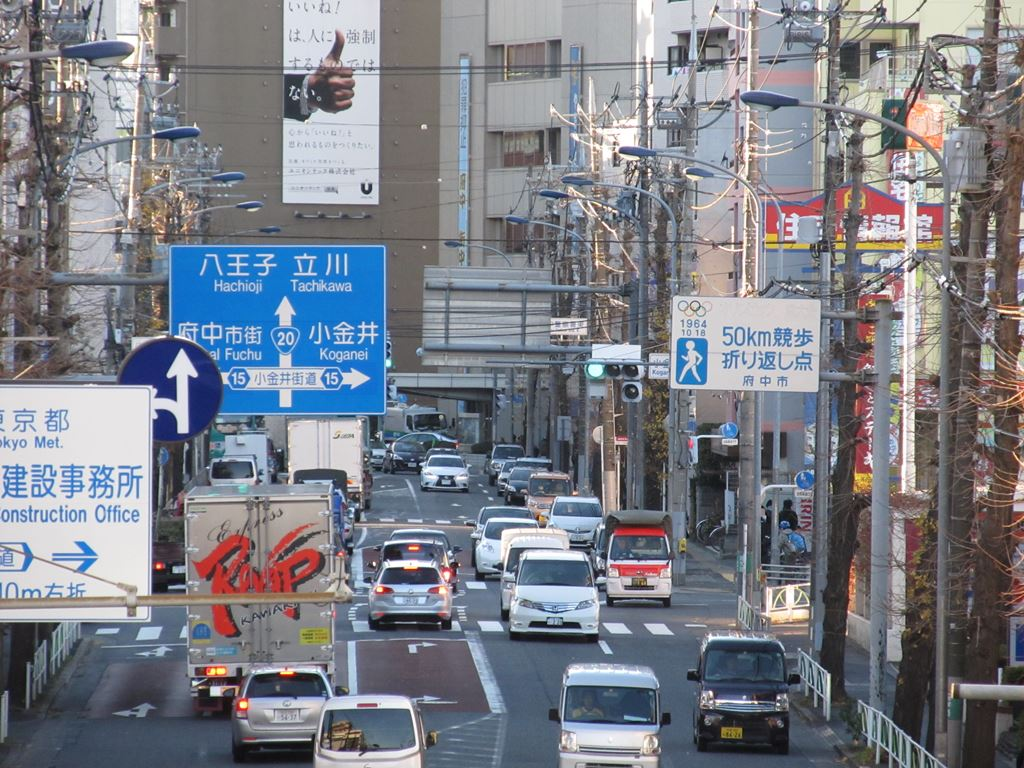
甲州街道下り、小金井街道入口交差点。1964年東京オリンピック50km競歩折り返し点。緑町一丁目。

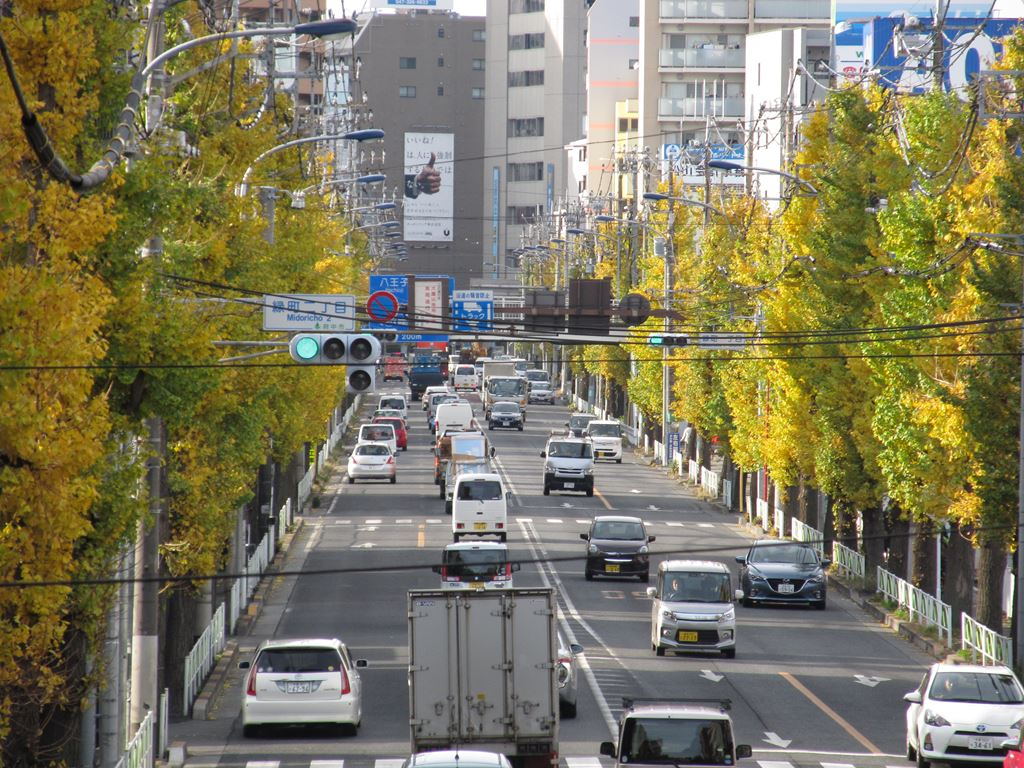
甲州街道緑町二丁目交差点

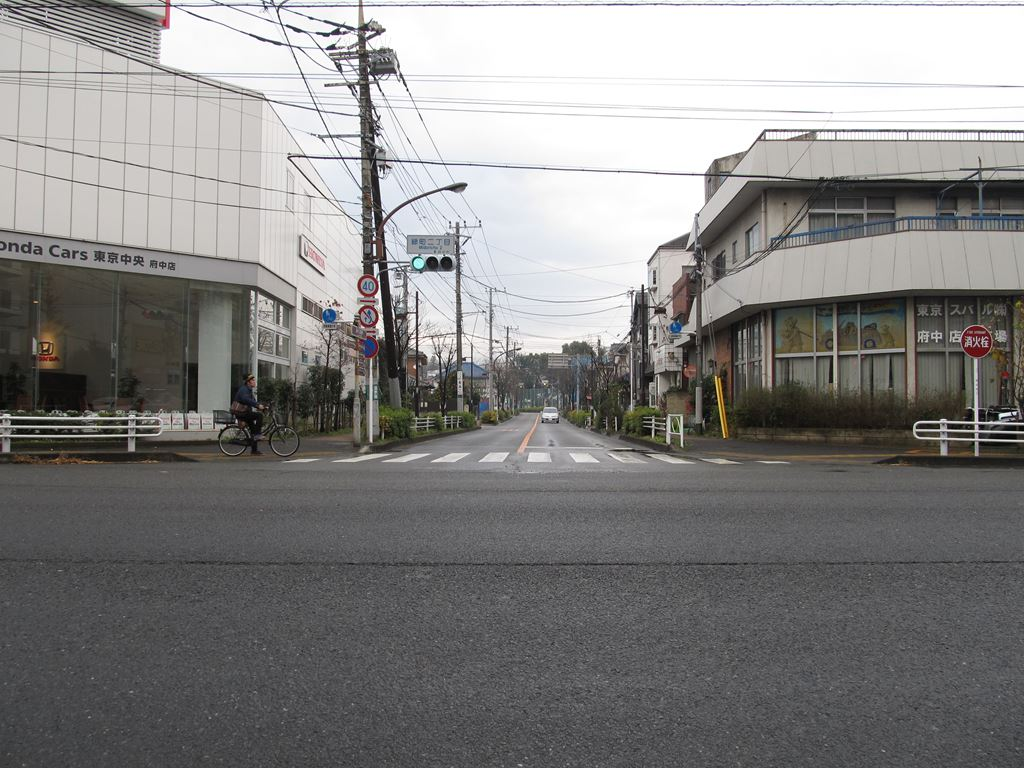
緑町二丁目交差点から北方

緑町（みどりちょう）は、東京都府中市の町名。現行行政町名は緑町一丁目から緑町三丁目。郵便番号は183-0006（武蔵府中郵便局管区）。

## 地理
府中市中央部の東に位置する。京王線府中駅から東府中駅の各北口にかけて広がる区域で、南寄りを国道20号線が南北に分けている。西から一丁目・二丁目・三丁目。南から時計回りに清水が丘、八幡町、宮町、府中町、天神町、浅間町及び若松町に隣接する。町内は平坦であり主に住宅地として利用されているが、畑も残っており産地直売所が複数ある。

### 地価
住宅地の地価は、2014年（平成26年）1月1日に公表された公示地価によれば、緑町2丁目31番2の地点で34万7000円/m2となっている。

## 歴史
西に隣接する府中町と共に府中市では新しい町名の一つである。もとは八幡町・若松町の一部であった。
かつての、万蔵庵、三本木、八幡宿地区に当たり、府中市発足当時は三本木地区は緑地として保全されることになっていたがこの方針は転換され都市化計画が決定、1964年（昭和39年）より三本木土地区画整理事業として開発が開始された。1972年（昭和47年）に町名決定、1989年（平成元年）に正式に町名変更を実施した。

## 世帯数と人口
2018年（平成30年）1月1日現在の世帯数と人口は以下の通りである。
| 丁目       | 世帯数    | 人口    |
| ---------- | --------- | ------- |
| 緑町一丁目 | 1,589世帯 | 3,063人 |
| 緑町二丁目 | 1,157世帯 | 2,167人 |
| 緑町三丁目 | 1,298世帯 | 2,470人 |
| 計         | 4,044世帯 | 7,700人 |

## 小・中学校の学区
市立小・中学校に通う場合、学区は以下の通りとなる。
| 丁目       | 番地     | 小学校                 | 中学校             |
| ---------- | -------- | ---------------------- | ------------------ |
| 緑町一丁目 | 全域     | 府中市立府中第二小学校 | 府中市立浅間中学校 |
| 緑町二丁目 | 全域     | 府中市立府中第二小学校 | 府中市立浅間中学校 |
| 緑町三丁目 | 1〜7番地 | 府中市立府中第二小学校 | 府中市立浅間中学校 |
| 緑町三丁目 | その他   | 府中市立若松小学校     | 府中市立浅間中学校 |

## 交通

### 鉄道
| 街区内に設置されている駅                 |
| ---------------------------------------- |
| 京王線 - 東府中駅(KO 23) - 府中駅(KO 24) |

京王電鉄京王線が南端部をかすめているが鉄道駅はなく、「東府中駅」と「府中駅」に挟まれている。

### バス
- 京王電鉄バス府中営業所
- 府中市コミュニティバスちゅうバス

以上が街区内の路線を運行している

### 道路
- 国道20号（甲州街道）
- 東京都道15号府中清瀬線（小金井街道）
- 東京都道229号府中調布線（旧甲州街道）
- 人見街道

## 施設
- 府中市立府中第二小学校
- 府中市八幡町自転車保管所
- アオキ府中店
- ドン・キホーテ府中店（一号店）

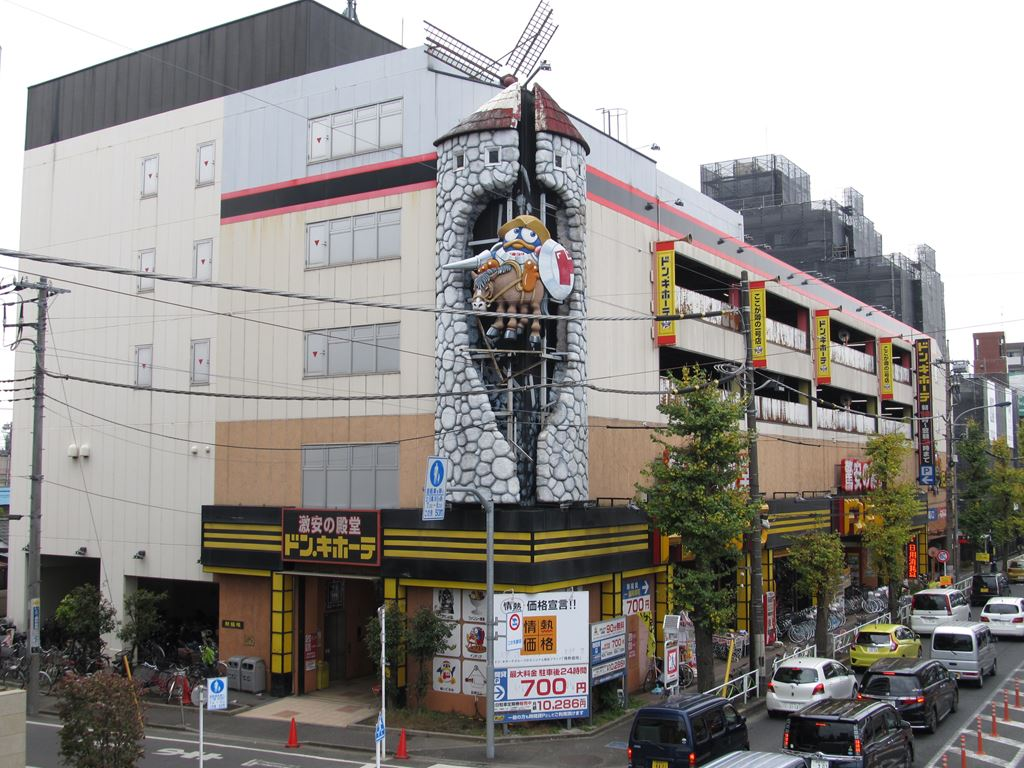
ドン・キホーテ

- 柏屋（酒店。1789年創業酒販業・呉服商・荒物商）
- 靴流通センター
- 北多摩南部建設事務所
- ロイヤルホスト
- シズラー府中店
- 府中市地域包括支援センター 緑苑
- 東京都建設局北多摩南部建設事務所
- まいばすけっと府中緑町１丁目店

### 公園

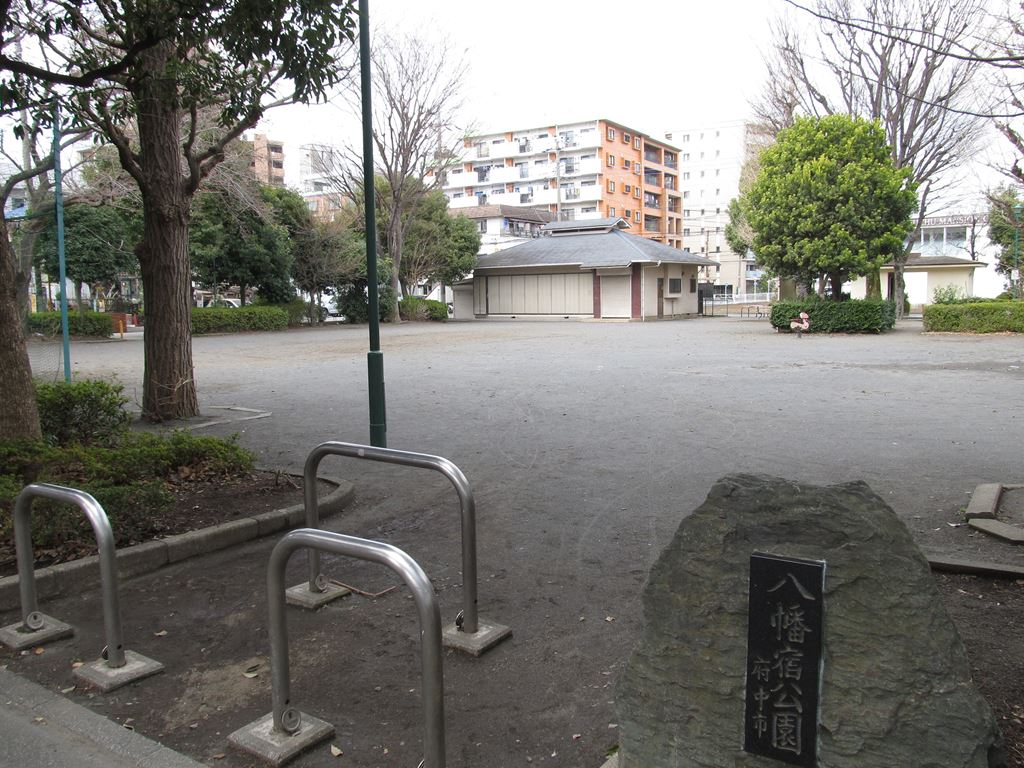
八幡宿公園と緑町1丁目自治会公会堂

- 八幡宿公園:緑町1-5[12]
- 三本木公園
- 緑町公園
- 万蔵庵公園
- 平和通り広場公園